# Вливання горілки в очі

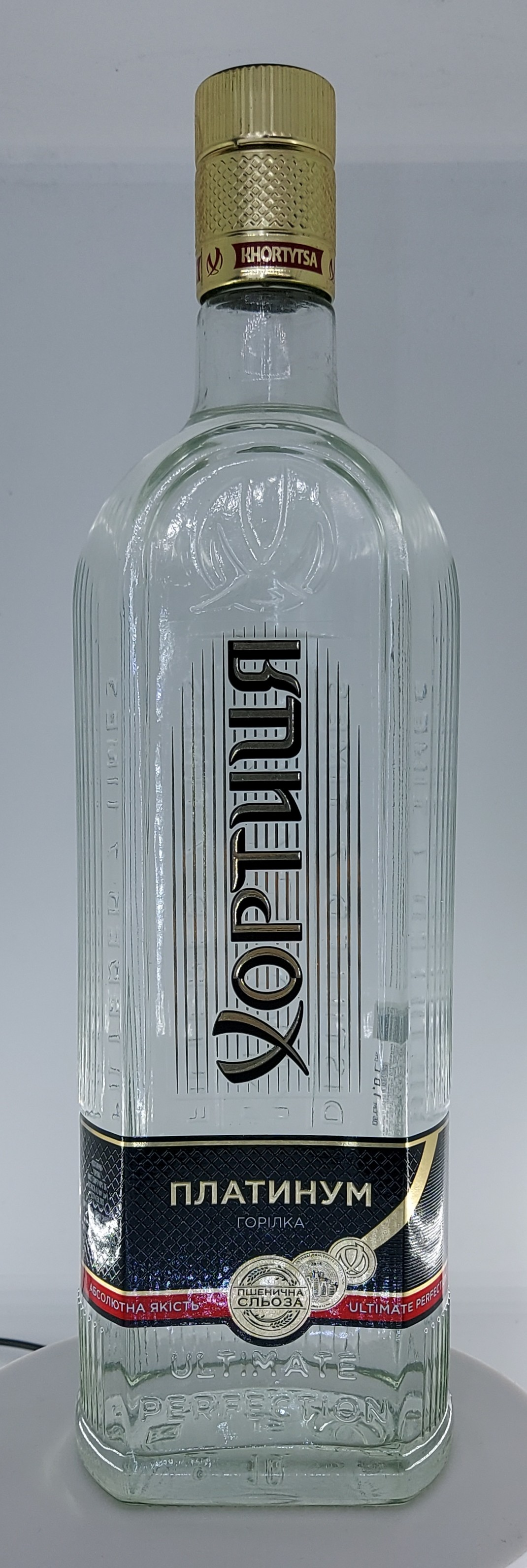
Горілка

Вливання горілки в очі, випивання через очі, алкоголь в очі (англ. Vodka eyeballing) — спосіб вживання горілки (чи іншого алкоголю) шляхом заливання або закапування в очне яблуко.

## Розповсюдження
Існує дві версії появи та поширення практики вливання горілки в око. Згідно з першою, на цей крок йшли офіціантки, які працювали у закладах курортних та гральних зон США, сподіваючись отримати більше чайових, за допомогою демонстрації даного «трюку» відвідувачам. Поширення серед широких мас, згідно з цією гіпотезою, сталося завдяки виходу в 2000 році фільму «Kevin & Perry Go Large», в якому один з героїв, у виконанні Риса Іванса, був затятим шанувальником цього виду вживання алкоголю.
Згідно з іншою версією, вливання горілки в очі є наслідком тренду, що поширювався серед британських студентів на початку 2010-х років, за допомогою челенджів на YouTube.

## Вплив на організм

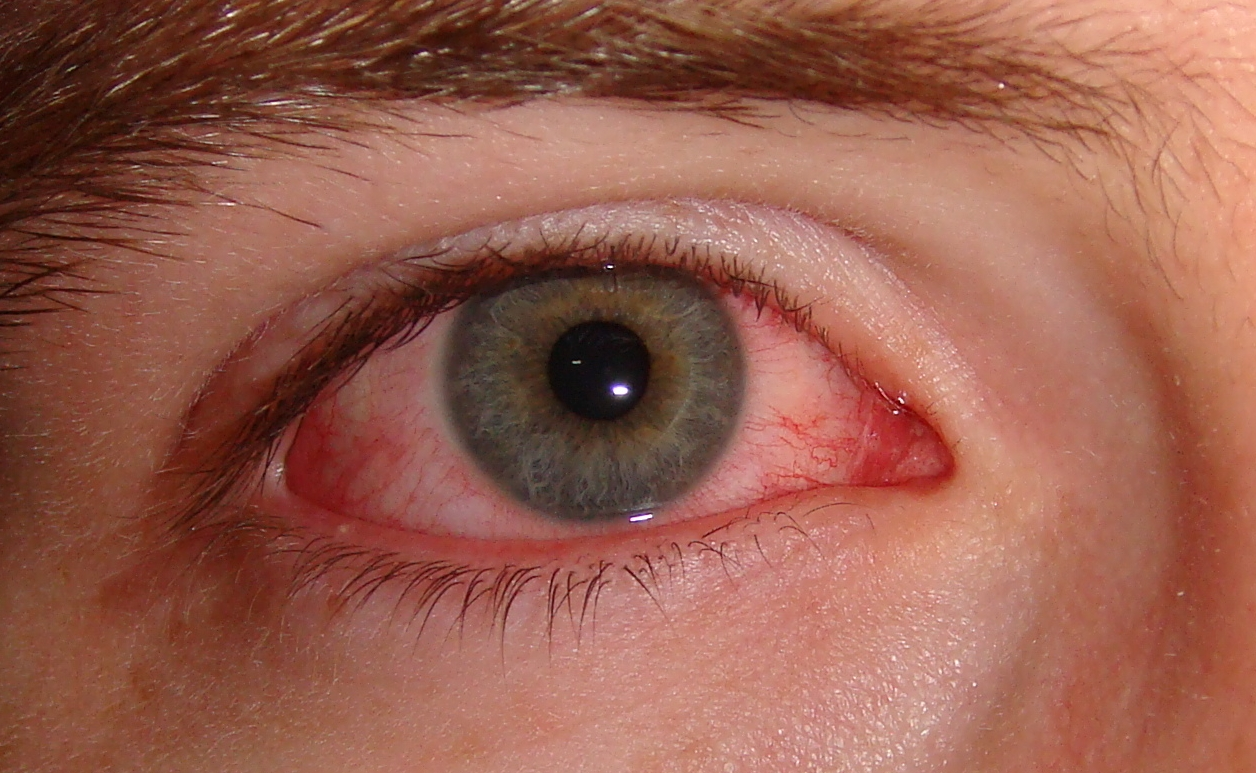
Кон'юнктивіт — один з гіпотетичних наслідків вливання міцного алкоголю в очі

Незважаючи на те, що існує думка серед людей, які вживають горілку таким чином, про швидше сп'яніння, через попадання алкоголю в слизову оболонку і вени в задній частині очного яблука, фахівці з Американської академії офтальмології  відкидають цю точку зору, а ефект, що відчувається, приписують заздалегідь вжитій звичайним шляхом дозі міцного напою.
Також, незважаючи на використання медиками спиртового розчину міцністю в 20 градусів при здійсненні операцій з трансепітеліальної фоторефракційної кератектомії офтальмологи не рекомендують вливати горілку собі в око, бо вплив на очне яблуко напоїв, що володіють удвічі більшою міцністю, може стати причиною кон'юнтивіту, опіку рогівки, а також появи на очному яблуку рубців і саден, що спричиняє виникнення інфекцій і подальшу сліпоту.